# Eskimostiefel

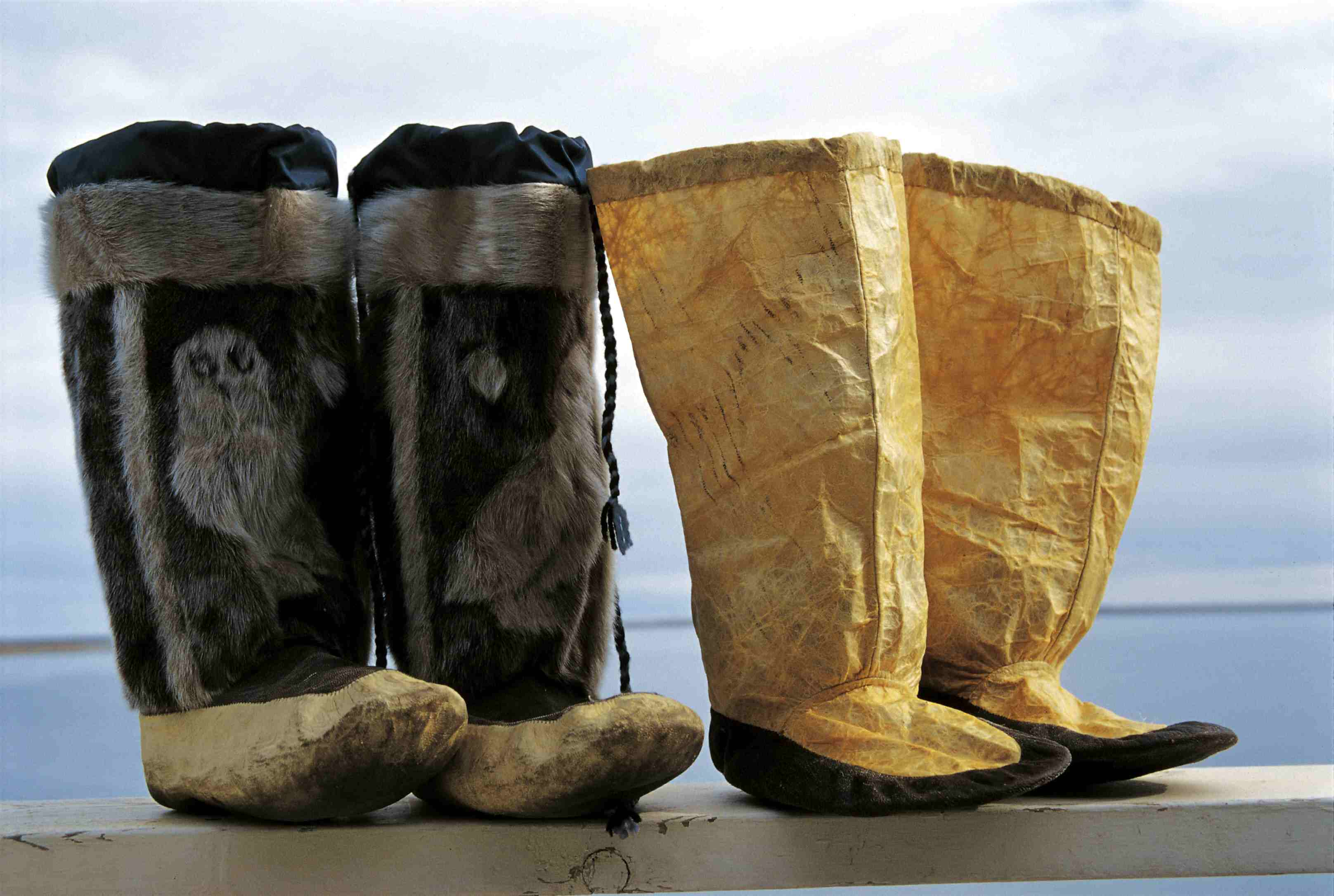
Kamiks der Inuit, links Winterstiefel aus Robbenfell, rechts Sommerstiefel aus Robbenhaut, Nunavut (2002)

Mukluks oder Kamiks (Inuktitut sg. ᑲᒥᒃ kamik, pl. ᑲᒦᑦ kamiit), auch Eskimostiefel genannt, sind weiche Stiefel der indigenen Völker im nördlichen Polargebiet. Sie werden traditionell aus Karibou-, Robben- oder Elchfell gefertigt.

## Etymologie und Verbreitung
Das Wort mukluk stammt von dem Yupik-Wort maklak (Bartrobbe) und ist in der Westarktis und Nordkanada gebräuchlich und mit den Mokassins verwandt.
Bei den Inuit in der Zentral- und Ostarktis Kanadas sowie in Grönland heißen die Stiefel kamik. In Inuktitut, insbesondere in Nunavik, bedeutet kamiik ein Paar Stiefel, kamiit sind viele Stiefel.
Kamik ist außerdem der Markenname für einen industriell hergestellten Stiefeltyp. 2004 waren Mukluks als Winterstiefel in Pastellfarben in Europa erstmals in Mode. Unter den Begriffen Kamik und Mukluk werden seitdem Stiefel ähnlichen Typs als Modeartikel angeboten.

## Beschreibung und Verwendungsbereiche
Mukluks und Kamiks sind so beschaffen, dass sie aus den verfügbaren, gut wärmenden Fellen einen optimalen Schutz vor der Kälte bilden. Eine warme und effektive Fußbekleidung ist bei den im Polargebiet herrschenden Umweltbedingungen mit extremer Kälte bei oft schweren Stürmen überlebensnotwendig. Selbst kleine Öffnungen durch aufgegangene Nähte können zu partiellen Erfrierungen führen. Je nach Aktivität, ob im Haus oder draußen, werden verschiedene Stiefelschichten übereinander getragen.
Die Schichten bestehen aus einer Kombination aus Fellstrümpfen, Slippern (pinirat) und Stiefeln, die aus unterschiedlichen Fellen und in verschiedenen Stilen gefertigt sind. Die Anzahl der Schichten schwankt je nach Wetter, Region, Aktivität und der kulturellen Zugehörigkeit. Robbenstiefel haben unterschiedliche Schafthöhen. Sie können bis zur Wadenmitte hinaufreichen, bis zum Oberschenkel und bei im Wasser zu tragenden Stiefeln sogar bis zur Brust.
Die Stiefel sind, zusammen mit der übrigen traditionellen Kleidung, den Eskimos auch unter kulturellen Gesichtspunkten wichtig. Sie stehen häufig metaphorisch für das Leben und Überleben und für Tradition; in Sagen retten sie Leben oder sagen einen Tod voraus.
Während der Gebrauch der Pelzparkas sehr stark zurückgegangen ist (sie werden vor allem bei festlichen Anlässen getragen) sind Kamiks und Mukluks wegen ihrer wärmenden, atmungsaktiven Eigenschaften bei kaltem und nassen Wetter weiterhin viel in Gebrauch.
Die Kamiks der Frauen zeichnen sich durch besondere Farbenprächtgkeit aus, jede Farbe hat eine traditionelle Bedeutung. Die weiße ist für Kinder und junge Mädchen, die rote für verheiratete Frauen und die dunkleren werden von älteren Frauen getragen.

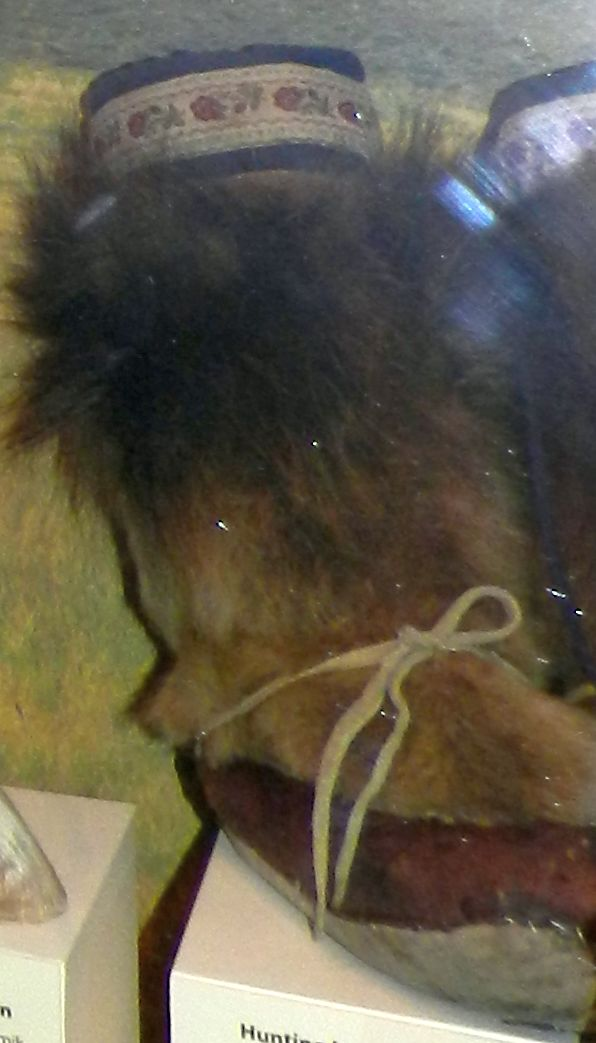
Jagdstiefel aus Moschusochsenfell, Kanada, Nordwest-Territorien

## Materialien
Traditionell nutzen die Eskimos für Mukluks und Kamiks die jeweiligen Fellarten, die in ihrem Lebensraum verfügbar sind. Das sind vor allem wasserdichte Robbenfelle, dickhaarige Felle der Karibus und der Eisbären, flachhaarige aber haltbare Karibubeine, bei auf Inseln lebenden Stämmen auch die Bälge von Vögeln. Die Häute werden je nach Stiefelart und Stiefelteil mit dem wärmenden Haar verarbeitet, aber auch geschorenen oder gerupft. Im feuchten und klammen Frühling und Herbst werden Karibustiefel mit Robbenfellsohlen bevorzugt.
Weitere Materialien sind je nach Vorkommen: Elchhäute, Belugawal-Häute, Wolfsfelle, Vielfraßfelle, Bisamfelle, Felle des arktischen Erdhörnchens, Polarfuchsfelle und Rotfuchsfelle. Zur Verzierung werden Perlen und Stachelschweinborsten verwendet.
Mit dem Eintreffen von Walfängern, Pelztierjägern und Händlern im 17. Jahrhundert kamen Textilien und Garne als zusätzliche Materialien hinzu. Auch Verzierungen in Form von Quasten, Pom-Poms und geflochtenen Bändern verbreiteten sich und formten regionale kunsthandwerkliche Traditionen aus. Heute besteht der Schaft von Mukluks und Kamiks zwar manchmal aus Schafhaut oder Baumwolldrillich, ergänzt durch eine Gummisohle, die Stiefel sind aber weiterhin im Gebrauch. Fabrikmäßig hergestellte Stiefel aus Gummi oder Plastik werden jedoch von vielen nicht gern getragen, da sich in ihnen, im Gegensatz zu den porösen Fellstiefeln, die Körperausdünstung staut.

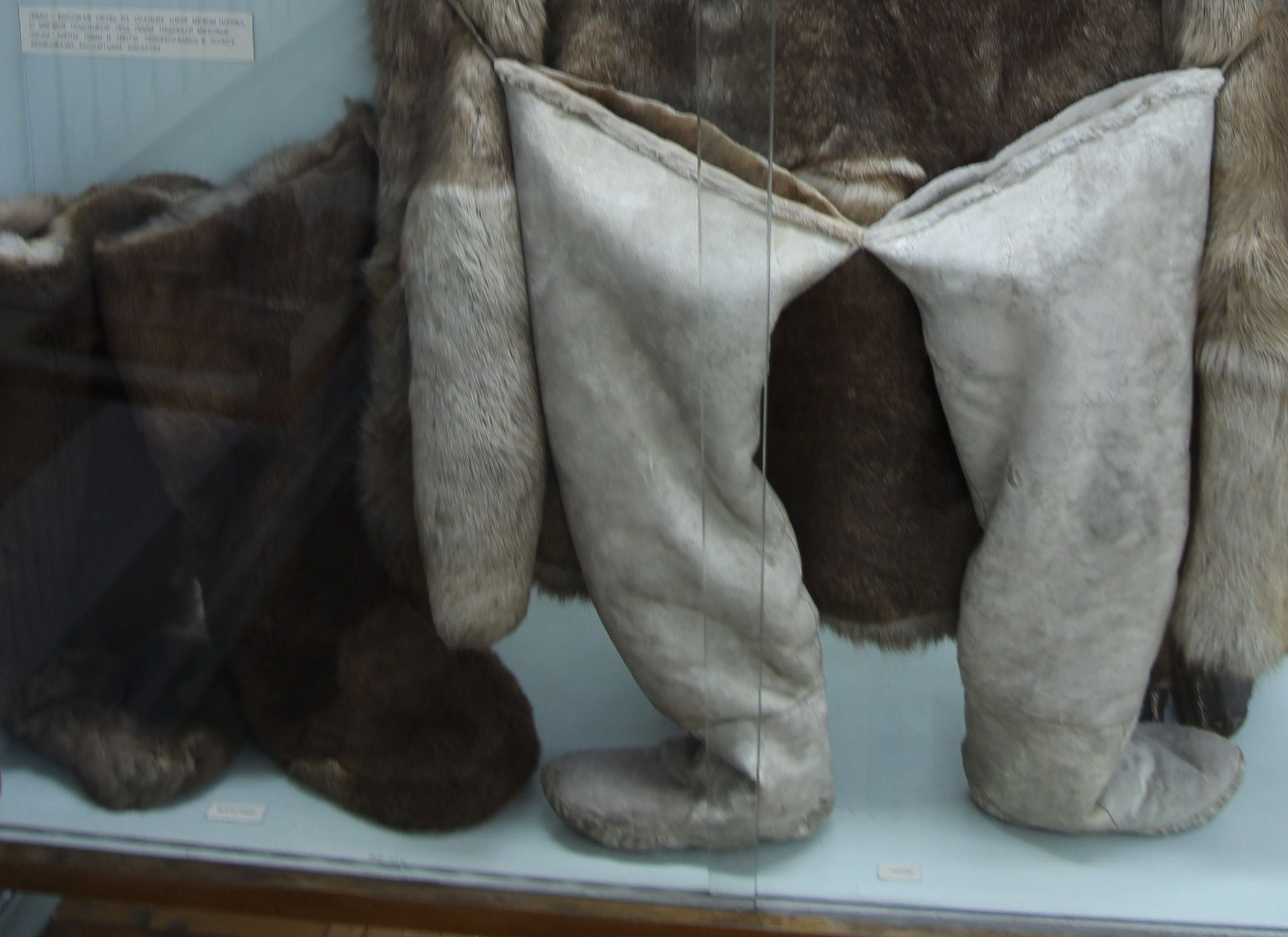
Rentierstiefel und beinlange Unterstiefel, Murmansk, Russland, nördlich des Polarkreises.
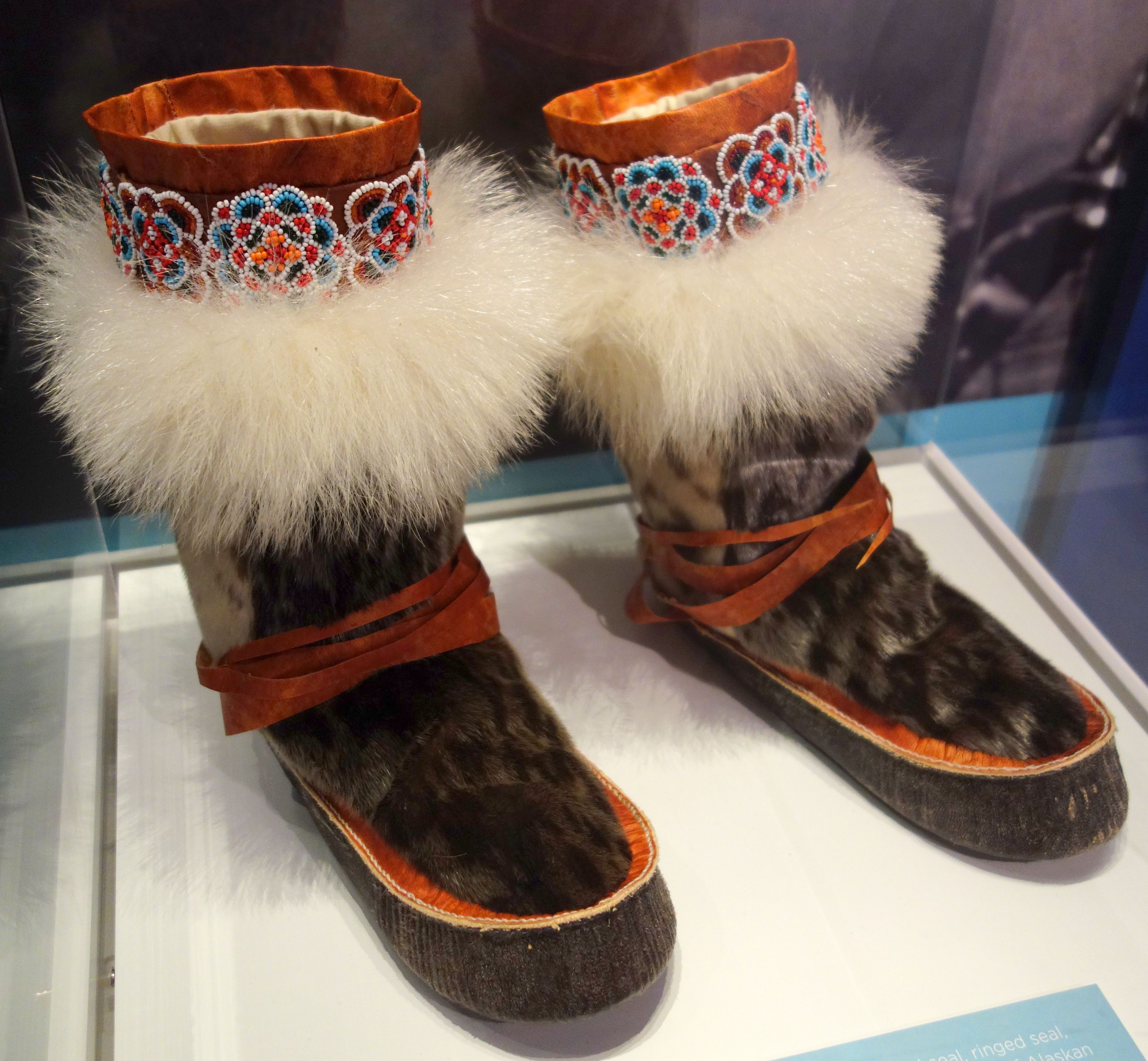
Stiefel der Iñupiat, nordwestliche amerikanische Arktis, aus Bartrobbenfell, Polarfuchsfell und Stoff (1989)
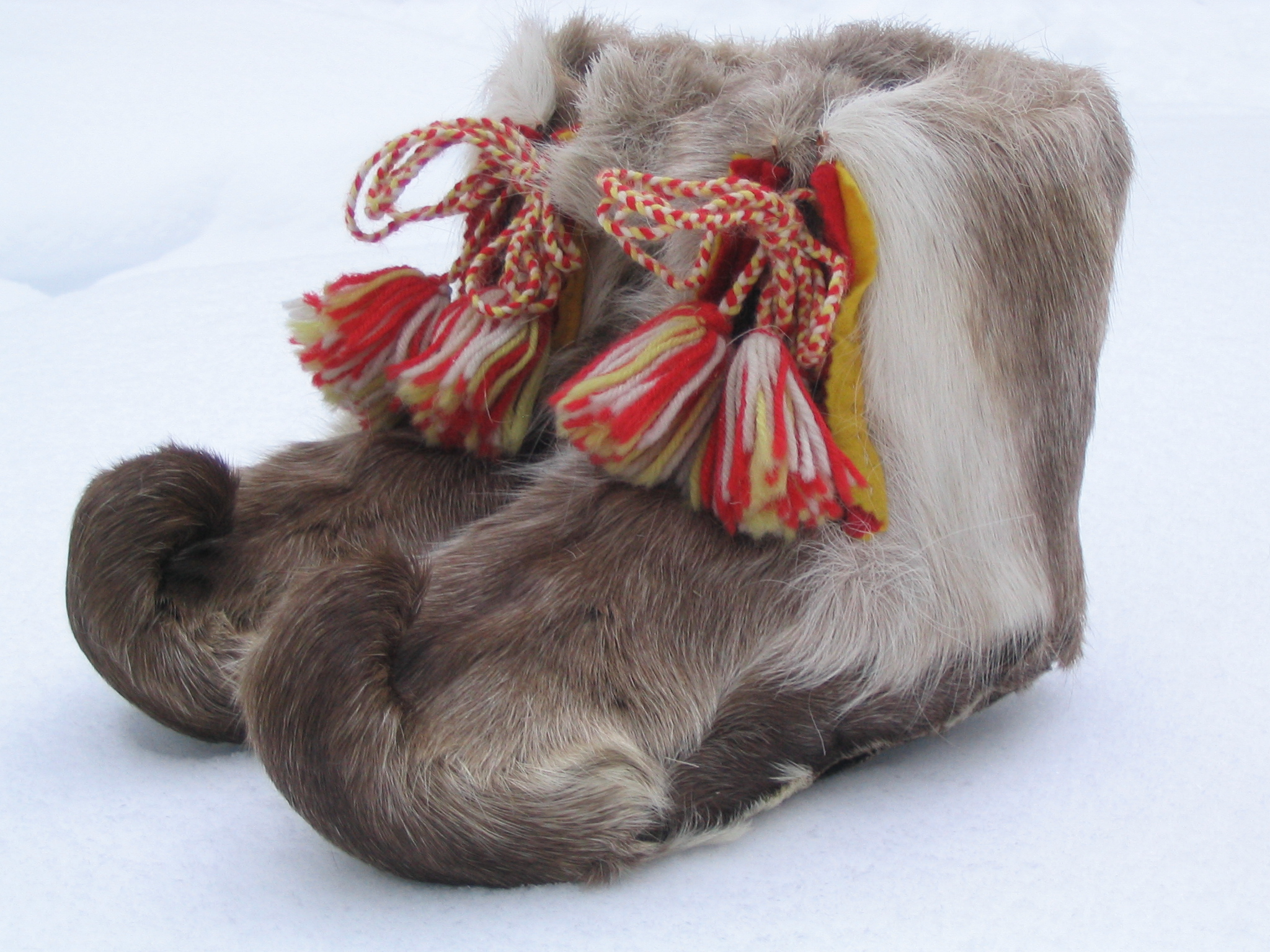
Schuhe der Nutukkaat, Lappland, aus Rentier-Beinfell
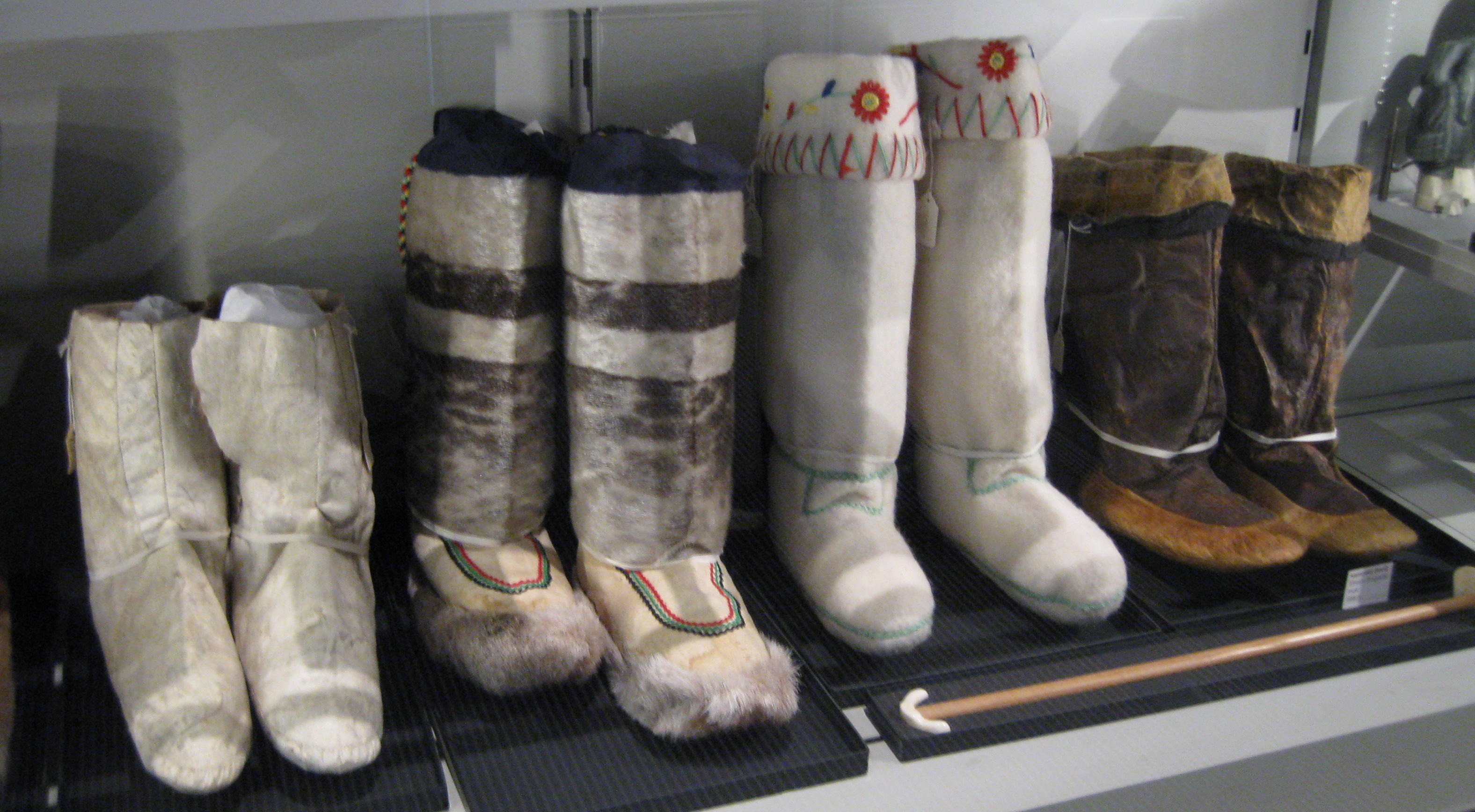
Diverse Eskimostiefel im Museum von Vancouver, Kanada

## Herstellung

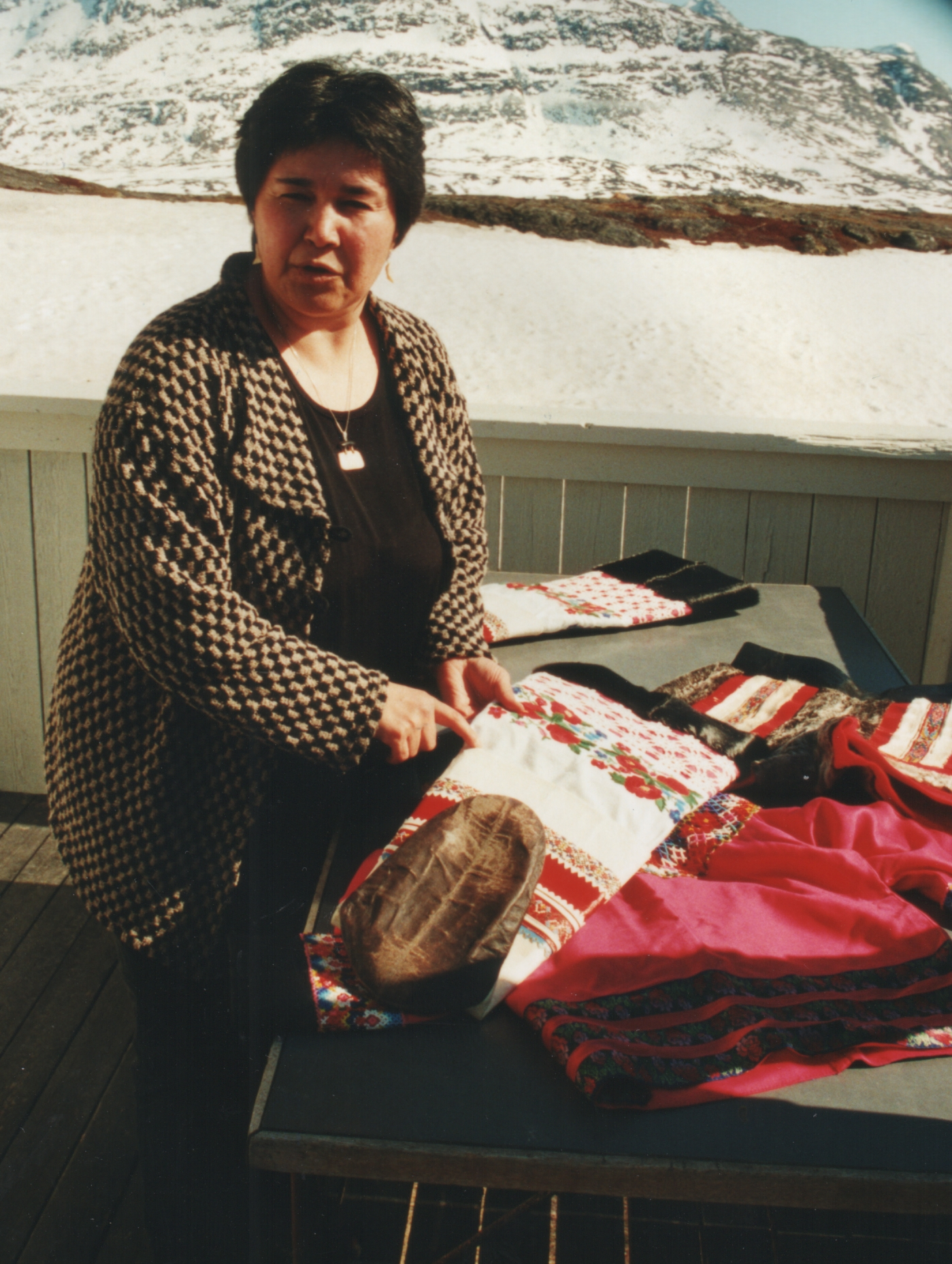
Näherin mit einem Kamik aus Stoff und Seehundfell, 1999

Die handwerklichen Kenntnisse zur Anfertigung von Mukluks und Kamiks liegen traditionell bei den Frauen. Die älteren Frauen geben ihr Wissen mündlich an Jüngere weiter, heute finden dazu auch öffentliche Workshops statt. In der Jagdhauptsaison war früher das Nähen verschiedentlich durch Tabus untersagt und die Frauen halfen bei der Nahrungsversorgung.
Die Herstellung der Mukluks und Kamiks ist langdauernd und aufwändig. Der Arbeitsprozess der Stiefelfertigung besteht aus dem Präparieren der Häute, dem Entwerfen der Schnittmuster, dem Zuschneiden und dem Zusammennähen der Fellteile. Als Werkzeuge dienen das Messer Ulu, Schabeklingen, Schabeplatten, Spannrahmen, Nadeln, Fingerhüte, Sehnen oder Fäden und Stiefelspanner.
Auf dem Schabebrett wird das Fett und das lose Gewebe des (Robben-)Felles entfernt, teilweise auch die Haare. Nach einigen Waschvorgängen wird es zum Trocknen in einen Rahmen gespannt. Durch verschiedene Arbeitsmethoden, vor allem dem Walken oder Weichkauen, werden die Felle geschmeidig gemacht, in manchen Gegenden auch noch einmal unter der Zugabe von Chemikalien gewässert. Für wasserdichte Feuchtwetter-Kamiks werden auch Robbenfelle durch Scheren oder Ulu enthaart. Früher wurde das Haar verschiedentlich durch Ausrupfen entfernt. Die Arten der Zurichtung sind regional unterschiedlich. Die heute in der gesamten Arktis ebenfalls gebrauchten, industriell gegerbten Felle sind für bestimmte Verwendungen weniger geeignet, da sie in der Regel weniger Fett im Leder enthalten und damit weniger wasserdicht sind. Regional wird das Fell anschließend auch gefärbt oder in der Vorfrühlingssonne bei Temperaturen unter dem Gefrierpunkt gebleicht. Mit Abweichungen erfolgt die Zubereitung der Karibufelle in der Art der Robbenfelle.
Die Grundbestandteile der Fußbekleidung sind Oberleder, Sohle und Schaft. Bei den Sohlen gibt es drei Grundtypen: harte gefaltete (bootsförmig), weiche gefaltete und glatte, ohne Falten. Beim Oberleder sind es fünf Varianten: den ganzen Fuß umfassend, halb um den Fuß herumreichend, die Spitze des Fußes bedeckend, sich bis zur Wade hinauf erstreckend und mit dem Schaft ein gemeinsames Teil bildend. Die Schäfte werden hauptsächlich in sechs Höhen gefertigt: bis zum Knöchel, bis Wadenmitte, bis unters Knie, kniehoch, überkniehoch und oberschenkelhoch. Diese verschiedenen Typen von Sohle, Oberleder, eventuell einem Seitenstreifen und dem Schaft können vielfältig kombiniert werden. Erfahrene Näherinnen zeichnen die Muster freihändig auf das Fell auf. Üblich ist heute das Auftragen mit vorher angefertigten oder weitergereichten, wiederverwendbaren Schablonen. Dies können alte, überlieferte oder neu entworfene Formen sein.
Vor dem Nähen wird das Fell einige Zeit eingeweicht, oder aber es werden nur die Nahtkanten feucht gehalten. In den 1990er Jahren wurde meist noch mit Nadel und Faden genäht, seltener mit der Maschine. Genäht wird von rechts nach links, mit etwa fünf bis sechs Schlingstichen pro Zentimeter. Wichtig ist, die Nähte so straff wie möglich und damit wasserdicht zu machen. Sohlenlöcher in behaarten Fellen werden durch Aufsetzen eines Fellflickens repariert, wobei der Faden von innen kommend den Flicken nicht völlig durchstechen darf, damit er beim Tragen nicht verschleißt.

Fußbekleidung in Nunavut, Nordkanada, im Jahr 2007
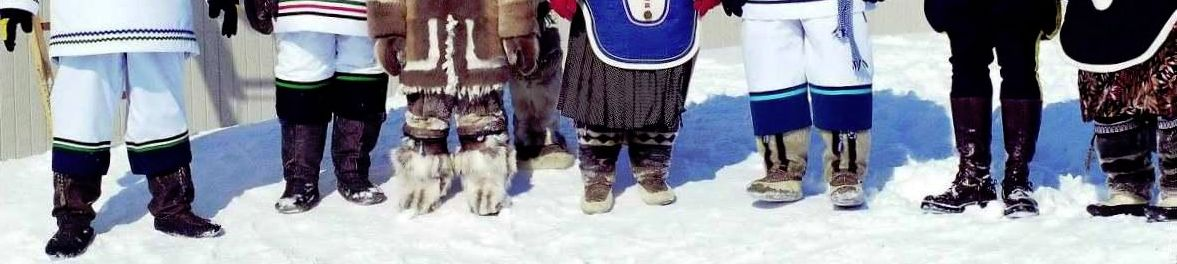

## Mukluk und Kamik als Handelsbezeichnungen
Die Bezeichnungen Mukluk und Kamik wurden inzwischen von industriellen Herstellern von Schuhwerk für ihre, oft nicht den Eskimostiefeln entsprechenden Produkte übernommen, Kamik als eingetragenes Warenzeichen für Outdoorschuhe. Der Versuch der Inuit, ihre meist auf klassischen Vorbildern beruhenden Muster als geistiges Eigentum für sich schützen zu lassen, blieb wohl ohne Erfolg.

## Ausstellungen
- 2016: Art & Innovation: Traditional Arctic Footwear, Bata Shoe Museum, Toronto[14]

## Belege
1. 1 2  Louis-Jacques Dorais: The Language of the Inuit: Syntax, Semantics, and Society in the Arctic. McGill-Queen's Press - MQUP, 2014, ISBN 978-0-7735-8176-0, S. 124 (google.com [abgerufen am 23. Dezember 2021]).
2. 1 2 3 4 5 6 7 8 9 10 11 12  
Jill Oakes, Rick Riewe: Die Kunst der Inuit-Frauen: stolze Stiefel, Schätze aus Fell. Frederking & Thaler, München 1996, ISBN 3-89405-352-6.
3. 1 2 3 4  History of the Mukluks. In: CanadianIcons.ca. Archiviert vom Original (nicht mehr online verfügbar) am 17. April 2019; abgerufen am 22. Dezember 2021 (englisch).
4. 1 2 3  Ingrid Loschek, Gundula Wolter: Reclams Mode- und Kostümlexikon. 6. Auflage. Reclam, Stuttgart 2011, ISBN 978-3-15-010818-5, S. 384.
5. ↑  Maxime Druez: Have Kate Moss and Cindy Crawford found the perfect winter boots? In: vogue.fr. 3. Januar 2017, abgerufen am 22. Dezember 2021.
6. ↑  Kamiks of the Inuit. In: On Canadian Ground. 19. April 2017, archiviert vom Original am 19. April 2017; abgerufen am 22. Dezember 2021 (englisch).
7. ↑  John R. Bennett, Susan Rowley: Uqalurait: An Oral History of Nunavut. McGill-Queen's Press - MQUP, 2004, ISBN 978-0-7735-7006-1, S. 311–312 (google.de [abgerufen am 23. Dezember 2021]).
8. ↑  The Arctic People - Religion / Ceremonies / Art / Clothing. In: firstpeoplesofcanada.com. Abgerufen am 23. Dezember 2021 (englisch).
9. ↑  Susan W. Fair: Alaska Native Art: Tradition, Innovation, Continuity. University of Alaska Press, 2006, ISBN 978-1-889963-79-2, S. 214–215 (google.com [abgerufen am 23. Dezember 2021]).
10. ↑  Ole Heinrich, Philip Lauritzen, Morten Jersild AS: 1984 – Robbenfang in Grönland. Informationsdienst der Selbstverwaltung Grönlands (Hrgr.), Tusarliivik; Utsarliivik, Ivars Silis und Arktik Institut 1983, ISBN 87-7366-0159.
11. ↑  Winter Clothing. In: People of the Arctic by John Tyman. Abgerufen am 22. Dezember 2021 (englisch).
12. ↑  Staff and Faculty show off their sewing skills after a Kamik making course! In: arcticcollege.ca. 16. Mai 2019, abgerufen am 22. Dezember 2021 (amerikanisches Englisch).
13. ↑  www.wipo.int: Phillip Bird: Intellectual Property Rights and the Inuit Amauti. A Case Study. Prepared for The World Summit on Sustainable Development by Pauktuutit Inuit Women’s Association. Juli 2002. Abgerufen am 25. April 2015.
14. ↑  Sarah Rogers: Fancy footwork: a look at boots around the circumpolar world. In: Nunatsiaq News. 18. Februar 2016, abgerufen am 23. Dezember 2021 (englisch).